# Prairie City (Illinois)
Pour les articles homonymes, voir Prairie City.
Prairie City est un village du comté de McDonough dans l'Illinois, aux États-Unis,. Situé au nord-est du comté, il est incorporé le 21 février 1874.

## Démographie
Lors du recensement de 2010, le village comptait une population de 379 habitants. Elle est estimée, en 2016, à 363 habitants.

### Source de la traduction
- (en) Cet article est partiellement ou en totalité issu de l’article de Wikipédia en anglais intitulé « Prairie City, Illinois » (voir la liste des auteurs).